# Hatay (métro d'Izmir)
Pour les articles homonymes, voir Hatay (homonymie).
Hatay est une station de la ligne 1 du métro d'Izmir, ancien terminus sud-ouest de la ligne entre le 29 décembre 2012 et le 24 mars 2014 avant que la ligne ne soit prolongée à la station Göztepe.